# Raïon d'Illintsi
Le raïon d'Illintsi (ukrainien : Іллінецький район) est une subdivision administrative de l'oblast de Vinnytsia, dans l'Ouest de l'Ukraine. Son centre administratif est la ville d'Illintsi.